# Бордон, Марсело
Марсе́ло Жозе́ Бордо́н (порт. Marcelo José Bordon; род. 7 января 1976, Рибейран-Прету, штат Сан-Паулу) — бразильский футболист, игравший на позиции защитника.

## Карьера

### Ранние годы
Бордон начинал карьеру в академии клуба «Ботафого» из Рибейран-Прету. В возрасте 17 лет он стал игроком «Сан-Паулу», где играл до конца 1999 года.

### «Штутгарт»
В январе 2000 года Бордон перешёл в немецкий клуб «Штутгарт». Бразилец быстро прошёл адаптацию в новом клубе и со временем стал одним из лучших центральных защитников в Бундеслиге. 16 сентября 2003 года Бордон дебютировал в Лиге чемпионов в матче против шотландского клуба «Рейнджерс» (1:2). Марсело был известен не только высокими оборонительными навыками, но и результативной игрой в атаке. 28 марта 2004 года он отметился хет-триком в ворота «Вердера».

### «Шальке 04»
Летом 2004 года Бордон перешёл в «Шальке 04» за 4 миллиона евро. В первом сезоне за новый клуб он отыграл в 27 матчах в чемпионате. В матче последнего тура против «Фрайбурга» Бордон забил первые два гола за «Шальке». В сезоне 2005/06 Марсело в составе «кобальтовых» стал обладателем Кубка немецкой лиги, обыграв в финале «Штутгарт» (1:0).
В сезоне 2006/07 Бордон стал капитаном «Шальке», который занял второе место в чемпионате. В сезоне 2007/08 пять голов бразильца помогли «Шальке» занять третье место и снова выйти в Лигу чемпионов. Кроме того, в этом сезоне «гельзенкирхенцы» впервые в истории дошли до четвертьфинала Лиги чемпионов, где уступили испанской «Барселоне».
Следующий сезон не задался ни у клуба, ни у игрока. «Шальке» не смог выйти в еврокубки и вылетел после группового этапа Кубка УЕФА. Бордон пропустил восемь игр в конце сезона и передал капитанскую повязку Младену Крстаичу.
В сезоне 2009/10 «Шальке» стал серебряным призёром Бундеслиги, а Бордон впервые не забил ни одного гола. 5 июля 2010 года стало известно, что клуб расторг с бразильцем действующий контракт до 2011 года. Всего Бордон провёл за «Шальке» 168 матчей в Бундеслиге, 36 матчей в еврокубках, 18 матчей в Кубке Германии и 6 матчей в Кубке немецкой лиги. На его счету 40 жёлтых карточек и одно удаление.

### «Эр-Райян»
Сезон 2010/11 Бордон провёл в катарском клубе «Эр-Райян», забив один гол в 11 матчах в чемпионате. В 2011 году он завершил карьеру футболиста.
9 июля 2011 года на «Фельтинс-Арене» состоялся его прощальный матч, также Бордон был избран в Зал славы «Шальке».

### Сборная Бразилии
Бордон сыграл один матч за сборную Бразилии — против сборной Венгрии в 2004 году. Он был включён в состав сборной на Кубок Америки 2004 года, где бразильцы обыграли в финале сборную Аргентины.

## Достижения
«Сан-Паулу»
- Обладатель Кубка КОНМЕБОЛ: 1994
- Обладатель Кубка обладателей Кубка КОНМЕБОЛ: 1996
- Победитель Лиги Паулиста: 1998

 «Штутгарт»
- Обладатель Кубка Интертото (2): 2000, 2002

 «Шальке 04»
- Обладатель Кубка немецкой лиги: 2005

 Сборная Бразилии
- Обладатель Кубка Америки: 2004